# Jardín Botánico de Ajuda
El Jardín Botánico de la Ayuda (en portugués: Jardim Botânico da Ajuda) es un jardín botánico y arboreto de 35000 m² de extensión, que se encuentra en Ajuda, concejo de Lisboa. Está inscrito en el BGCI, y presenta programas de conservación para la Agenda Internacional para la Conservación en los Jardines Botánicos.
Su código de identificación internacional como institución botánica, así como las siglas de su herbario es LISI.

## Localización
Este jardín de tipo italiano con dos niveles, es un oasis en medio de la ruidosa Santa Maria de Belém, Portugal.
- Altitud: 80.00 metros
- Promedio anual de lluvia: 690 mm
- Área bajo cristal:1500 metros
- Área bajo sombra: 20000 metros

## Historia
Después del gran terremoto de Lisboa que la dejó en ruinas, el primer ministro del rey Dom José I, el marqués de Pombal, el 1 de noviembre de 1755, trasladó la corte a "Ajuda", que entonces eran las afueras de la capital y en donde numerosos palacios se habían construido para albergar todos los ministerios.
El rey compró una granja al lado de la residencia real para cultivar las frutas y las verduras del consumo en el palacio (Caixinhas, 1991).

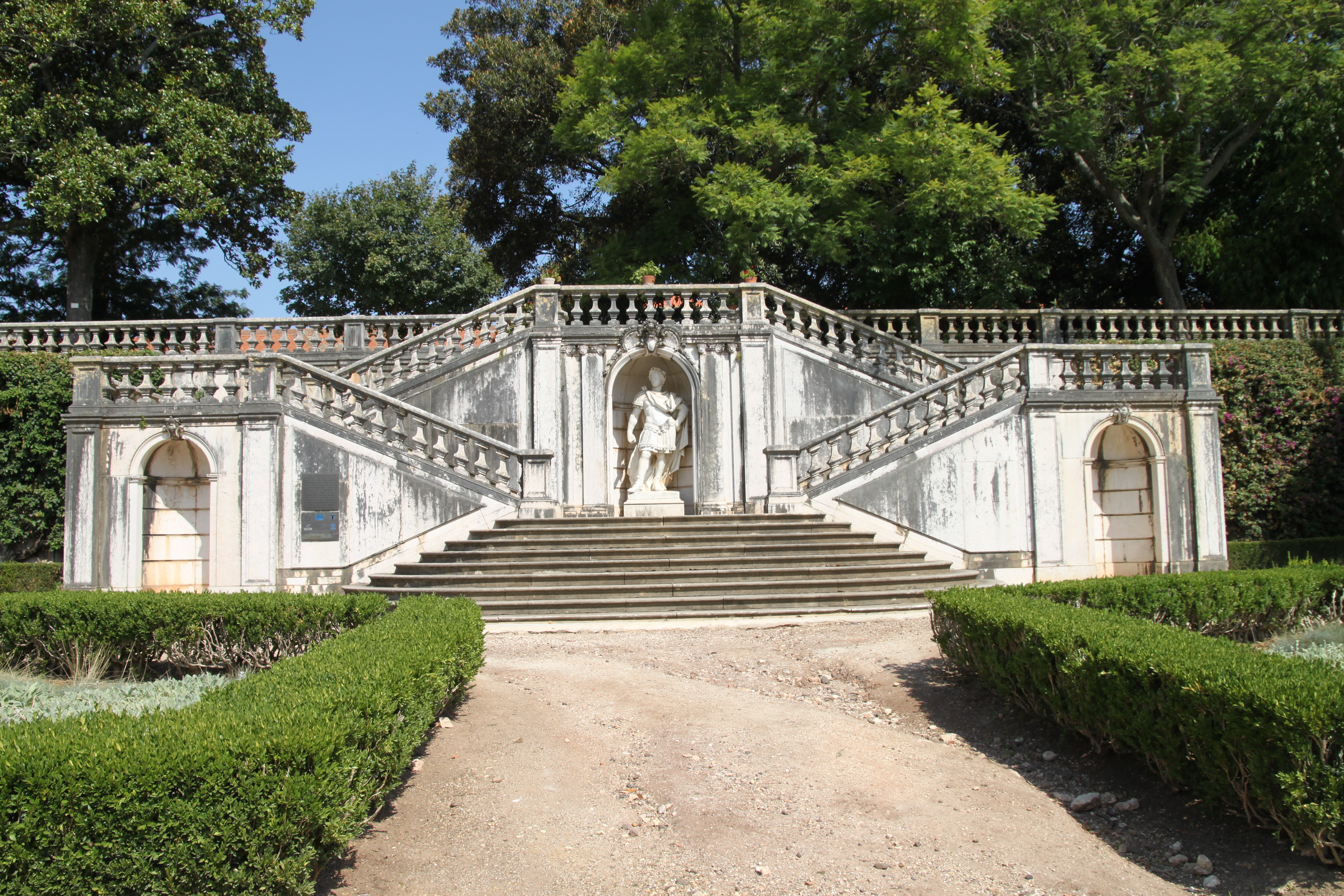
Escalera central en el jardín botánico de la Ayuda.

Fue en estos terrenos donde en 1765, Domenico Vandelli planeó el que sería primer jardín botánico de Portugal (y decimoquinto de Europa) con la intención de que sirviera para la educación de los nietos del rey, los príncipes Dom José y Dom João.
Los jardines fueron creados en 1768. Estaban caracterizados por la simetría perfecta de su disposición, que revela la influencia de los jardines franceses e italianos del siglo XVIII.
Se dividen en dos niveles: la terraza superior contiene unos parterres con la colección botánica, mientras que el nivel inferior está dominado por un gran lago central que está preparado para cultivar plantas acuáticas, y que se adorna con esculturas de animales relacionados con el agua.
Los jardines fueron abiertos en el público durante el reinado de Dom Juan VI. Durante este período el número de las especies aumentó considerablemente, gracias a los especímenes que traían los gobernadores de las colonias del país.
En 1811 fue designado administrador y director de los jardines, el profesor jubilado de la Universidad de Coímbra, Félix de Avelar Brotero, que distribuyó las plantas y las agrupó con criterios científicos. Su administración acrecentó el cultivo de plantas - un catálogo que él mismo elaboró registra 1.370 especies (Caixinhas, 1991). Sin embargo, en parte como resultado de las invasiones francesas, después de su muerte los jardines pasaron por un período de declive.
En 1836 el museo real de Ajuda y los jardines botánicos fueron colocados bajo la responsabilidad administrativa de la "Academia de la Ciencia". Cuando se creó la escuela politécnica el año siguiente, se reconoció que un jardín botánico era imprescindible para el desarrollo de su trabajo y así en 1839 los jardines (pero no el museo de la historia natural) fueron incorporados en la nueva institución. Sin embargo, porque la escuela y los jardines se encontraban separados una gran distancia, y para hacer la enseñanza de la botánica más fácil, en 1842 comenzaron los trabajos de construcción de un jardín de enseñanza en Lisboa que debían de convertirse en los jardines botánicos de la escuela politécnica.
En 1918 los jardines fueron colocados bajo responsabilidad del Instituto Superior de Agronomía (ISA).
Los jardines botánicos experimentaron su primera restauración importante en 1948, como resultado de un desastre natural - el huracán que afectó Lisboa en 1941. La segunda gran reforma fue realizada entre 1995 y 1997, con la mejora de las infraestructuras de irrigación y de drenaje y la reconstrucción de la colección botánica siguiendo las líneas maestras originales de Vandelli.
Hay una historia en una localidad cercana que trata de explicar la razón por la cual se creó este parque,  durante la guerra civil española hubo un pequeño bombardeo en una zona cercana. Murieron una gran cantidad de españoles y los portugueses para conmemorarlos plantaron una rosa en este parque por cada español muerto .

## Colecciones

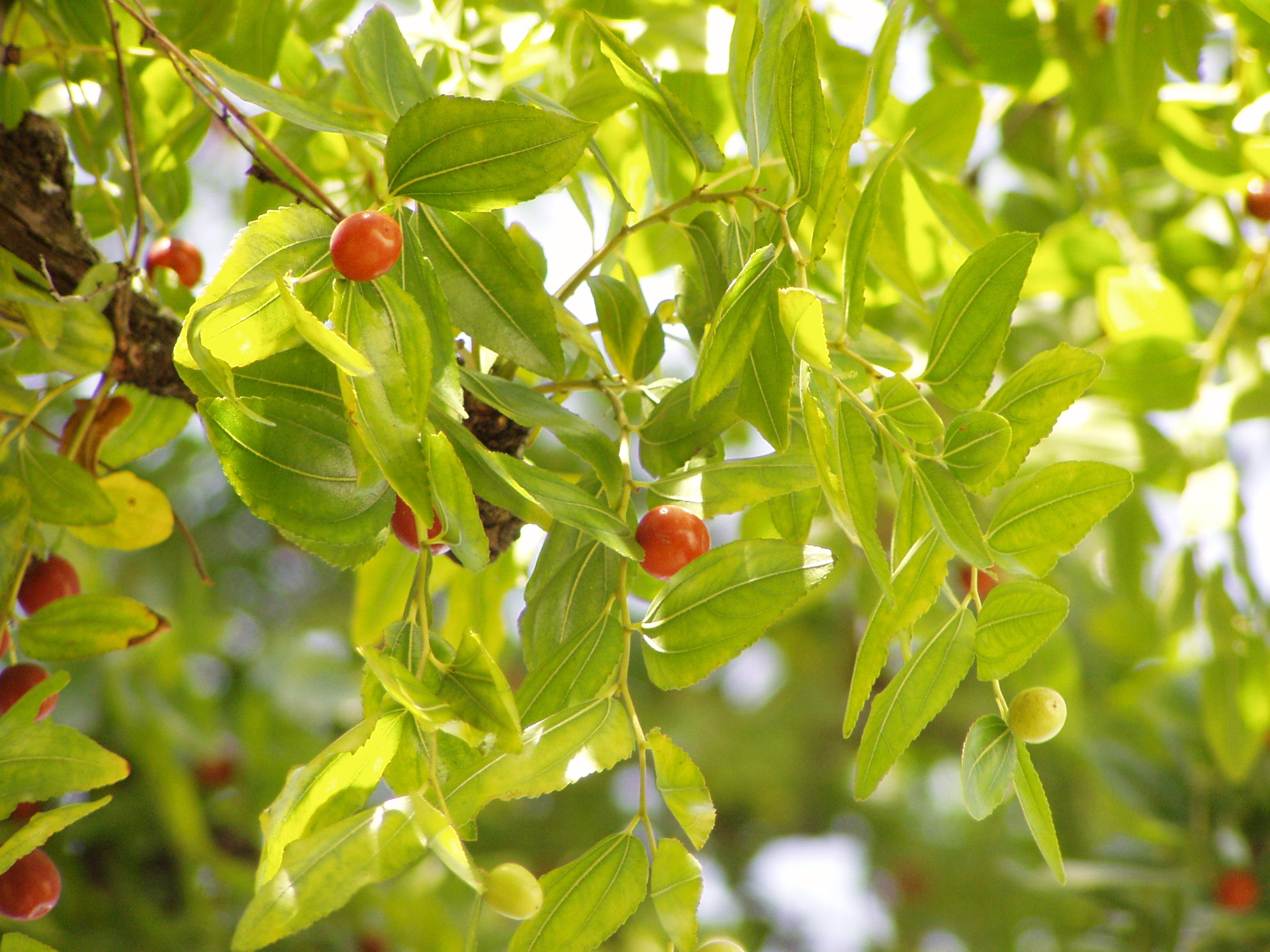
Hojas y frutos de Ziziphus zizyphus en el jardín botánico de la Ayuda.

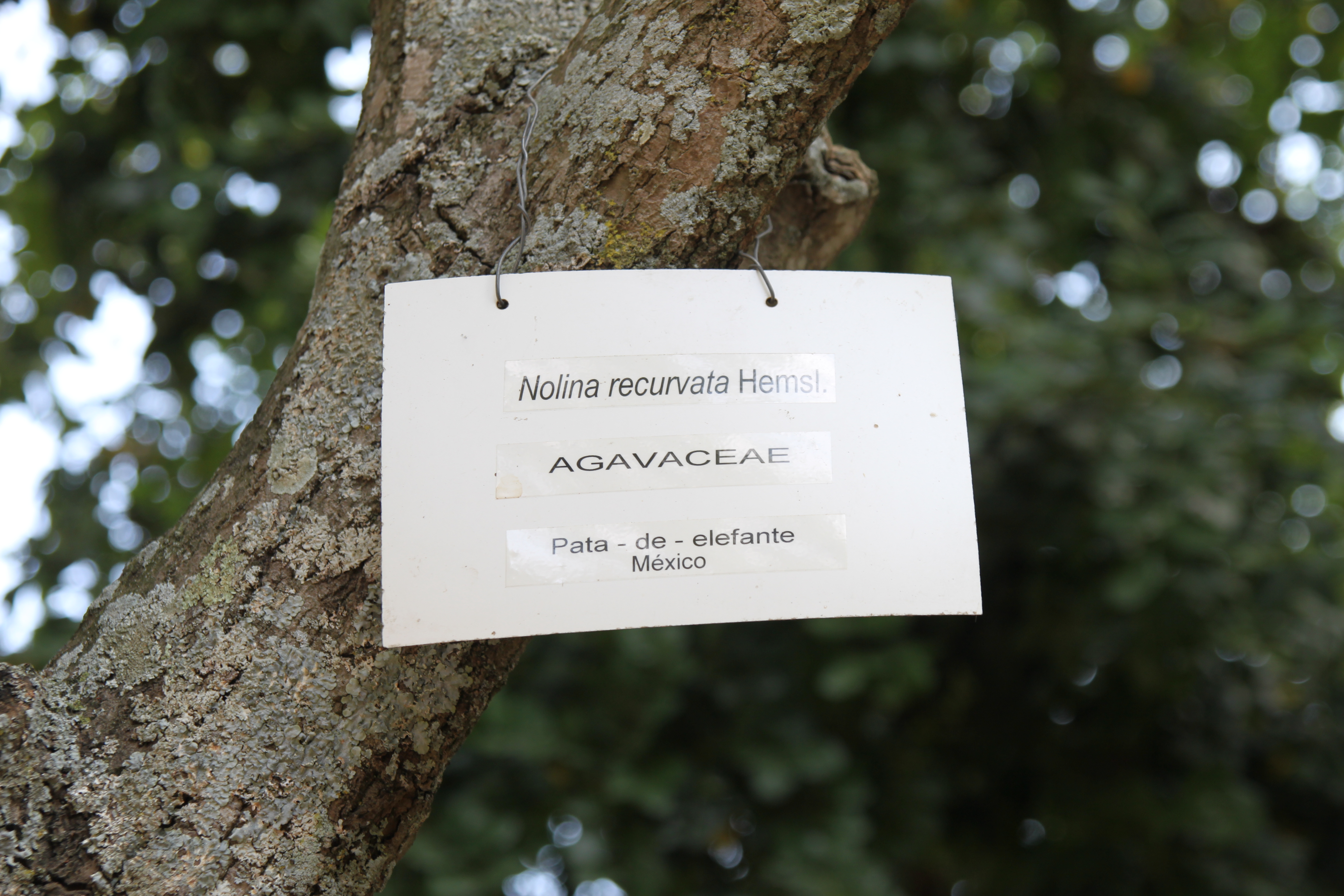
Tronco de Nolina recurvata en el jardín botánico de la Ayuda.

La entrada, por un portón verde en un muro rosa, pasa desapercibida. El jardín botánico contiene 980 accesiones botánicas con 120 taxones en cultivos.
La terraza superior contiene setos geométricos y parterres de flores, que albergan la colección botánica, donde las plantas se distribuyen por regiones fitotogeográficas. Desde aquí se ofrece una vista muy agradable sobre el nivel inferior del jardín.
El jardín incluye un arboretum con árboles tropicales.
Las principales atracciones son el drago de 400 años, original de Madeira, y la gran fuente del siglo XVIII adornada con serpientes, peces alados, caballos marinos, y figuras míticas.

## Actividades
Son de destacar entre sus actividades:
- Programas de conservación de plantas amenazadas.
- Programas de cultivo y mejora de plantas medicinales.
- Programas de conservación "Ex Situ"
- Index Seminum
- Herbario, con 100000 especímenes.
- Sociedad de amigos del botánico